# Thomas Graham (baron Lynedoch)
Pour les articles homonymes, voir Thomas Graham et Graham.
Thomas Graham (19 octobre 1748 – 18 décembre 1843), 1er baron Lynedoch, fut un aristocrate écossais, politicien et soldat. Après des études à Oxford, il hérita de biens substantiels en Écosse, se maria et s'installa pour une tranquille carrière de gentleman propriétaire de terres. Cependant, à la mort de son épouse, survenue alors qu'il avait 42 ans, il se lança dans une carrière militaire (et plus tard politique) au cours des guerres de la Révolution française et du 1er Empire.

## Jeunesse et études
Thomas Graham était le troisième fils, et le seul fils survivant, de Thomas Græme of Balgowan, dans le Perthshire, et de Lady Christiane Hope, une fille du premier comte de Hopetoun. Il naquit en 1748 et reçut ses premiers enseignements à domicile, par le révérend Fraser, Ministre du culte de Moneydie, et ensuite par James Macpherson, celui qui rassembla et traduisit les poèmes d'Ossian. Il fut envoyé au Christchurch College à Oxford en 1766, et l'année suivante, la mort de son père le mit en possession d'un beau domaine libre de toute hypothèque.
Après avoir quitté le collège, il passa plusieurs années sur le continent, où il apprit le français et l'allemand. À son retour en Écosse il se consacra à la gestion et l'amélioration de ses biens. Il clôtura ses terres, construisit de confortables habitations et ateliers pour ses fermes, accorda des baux à ses métayers, les encouragea à utiliser  des méthodes éprouvées d'amélioration de l'économie rurale, et à cultiver sur une large échelle les pommes de terre et les navets, qui jusque-là avaient été considérés comme des plantes de jardin. Il se mit lui-même à élever des races améliorées de chevaux, bovins et moutons.
En 1785, il acheta le domaine de Lynedoch ou Lednock, situé dans une partie pittoresque de la vallée de l'Almond, et prit beaucoup de plaisir à planter des arbres et des taillis de chênes, et à embellir les rives en pente qui bordaient cette rivière. Il aimait les chevaux et les chiens, et se distinguait par ses talents dans les sports de la campagne. Il chevauchait accompagné de ses chiens de chasse au renard, et accompagna le duc d'Athole - qui plus tard devint son beau-frère- à la chasse à la grouse et à traquer les cerfs dans les landes d'Athole. Il dit plus tard que la chasse au cerf dans les forêts d'Athole à cette période de sa vie, lui avait beaucoup apporté dans l'acquisition du coup d'œil pour évaluer le terrain et les distances, talent si utile à un militaire.

## La vie d'un gentleman campagnard

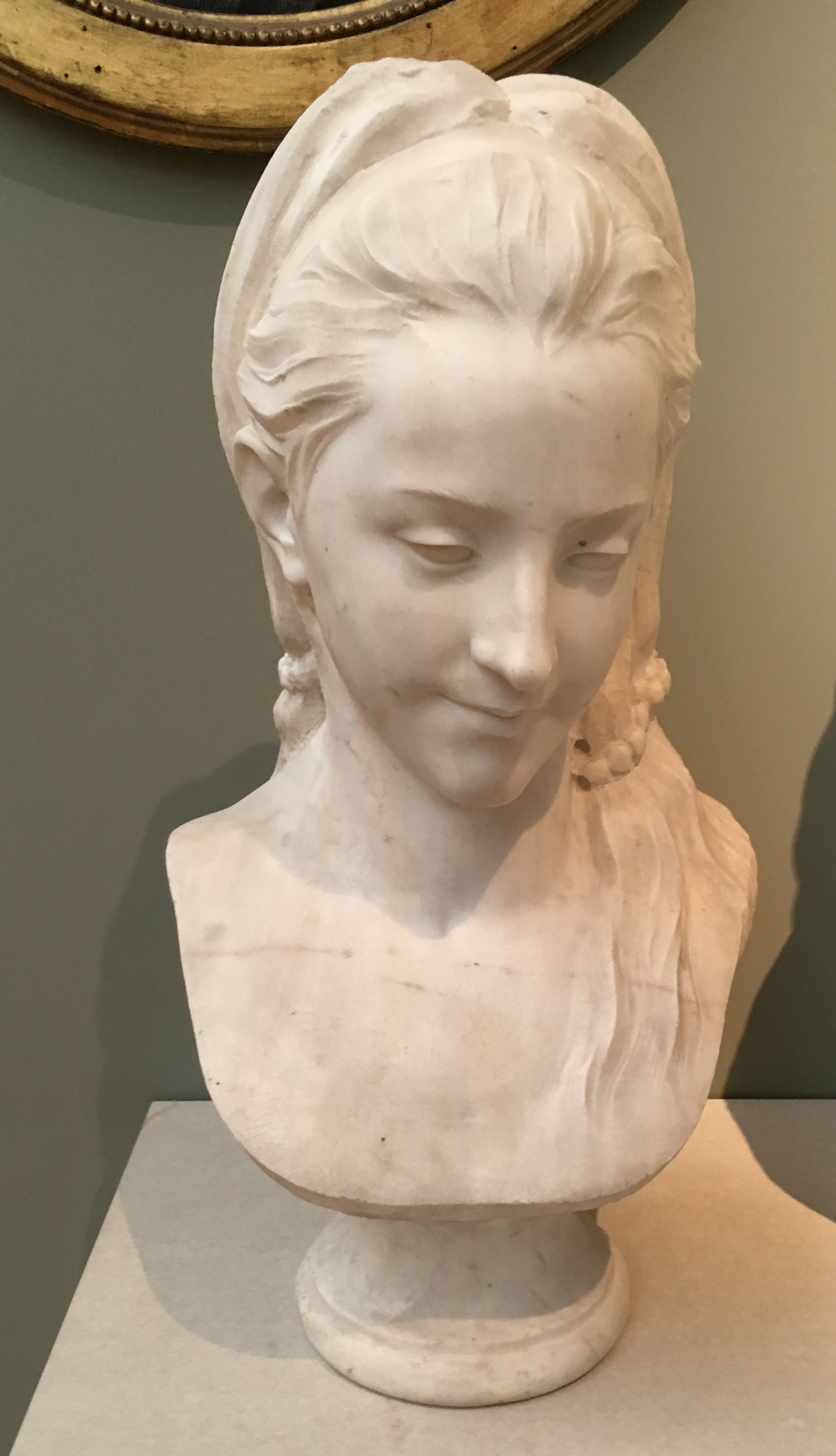
Mary Cathcart par Marie-Anne Collot

Mrs. Thomas Graham
1775-1777
par Thomas Gainsborough
National Gallery of Art

En 1772, à l'âge 24 ans, Graham se présenta comme candidat Whig pour la circonscription de Perth, comme adversaire du frère du Duc d'Athole, mais fut battu par seulement six voix de différence. Deux années plus tard, il épousa Mary, deuxième fille du neuvième Comte de Cathcart. La sœur ainée de Mary devint le même jour Duchesse d'Athole. Lord Cathcart écrivit 
« Jane a épousé pour se faire plaisir, John, Duc d'Athole, un pair du royaume, Mary a épousé Thomas Graham de Balgowam, l'homme de son cœur, et un pair parmi les princes. »
Il passa les dix-huit années suivantes comme un tranquille gentleman campagnard, se distinguant seulement comme un intrépide cavalier et sportif et un bon érudit classique, faisant d'occasionnelles visites à Londres et Édimbourg.
Sa nature dynamique nous est révélée par la promptitude avec laquelle régla l'affaire d'un bandit de grand chemin, qui stoppa son attelage dans Park Lane et exigea  l'argent, les bijoux et les montres, les menaçant de son arme pendant que ses deux complices saisissant les brides des chevaux. Graham, qui était du côté opposé de la voiture, bondit par-dessus les dames vers la porte de la voiture et prenant son assaillant au collet, le jeta au sol. Puis, tirant son épée, qui à cette époque faisait partie de la tenue d'un gentleman, il menaça de transpercer l'homme si ses associés, qui tenaient la tête des chevaux, venaient à son secours. Ces derniers s'enfuirent immédiatement et le bandit de grand chemin subjugué fut livré à la police.
Il était un mari plein de sollicitude. Notamment, quand sa femme découvrit au matin d'un bal à Édimbourg qu'elle avait laissé sa boîte à bijoux à Balgowan, il chevaucha les 150 km de l'aller et retour à Balgowan, utilisant des relais de chevaux, afin d'assurer que son épouse aurait ses bijoux pour le bal.

## La perte de son épouse
La santé de madame Graham commença à décliner et sur la recommandation de son médecin elle alla, au printemps de 1792, dans le sud de la France, accompagnée de son mari et de sa sœur. Malgré cela, elle mourut à bord d'un bateau, au large d'Hyères, le 26 juin 1792. Son mari éploré loua une barge afin d'emmener le cercueil à Bordeaux, mais près de Toulouse, un groupe de soldats français ouvrit le cercueil et maltraita le corps. Il referma le cercueil et retourna chez lui pour déposer les restes de son épouse dans un mausolée, qu'il fit bâtir dans le cimetière de Methven. Plus d'un demi-siècle plus tard, il sera lui-même enseveli dans la même tombe.
La perte de son épouse tourmenta profondément l'esprit de Graham, et pour commencer il partit pour un voyage à l'étranger de douze mois. Cependant, toujours submergé par une grande peine et maintenant dans sa quarante troisième année, il tenta de noyer la pensée de cette perte irréparable dans les corvées et les dangers de la vie militaire. Avant l'incident près de Toulouse, Graham avait sympathisé avec la France et les idéaux révolutionnaires, mais à partir de ce moment-là il détesta les Français et vit dans sa carrière militaire une façon de prendre sa revanche.

## Carrière militaire
Graham s'engagea dans l'armée britannique comme volontaire et fut parmi les troupes envoyées pour aider à la défense de Toulon, l'une des quelques places qui tenaient contre le gouvernement de la Révolution française. Napoléon Bonaparte, alors lieutenant d'artillerie, s'y fit connaître pour sa participation au siège.
Graham se distingua par son courage et son énergie: par exemple, à une occasion, quand un simple soldat fut tué à ses côtés, Graham saisit son mousquet et prit sa place à la tête de la colonne d'attaque. Graham, à cette époque, était aide de camp de Lord Mulgrave. Dans un ordre général citant comment une attaque des Français sur un fort important avait été  repoussée, Mulgrave exprima 
« sa gratitude pour l'assistance importante qu'il avait reçue dans des moments difficiles de la part de Monsieur Graham, et voulait apporter son tribut d'éloges au courant général chez les officiers britanniques et piémontais de sa colonne, qui virent avec tant de plaisir et d'admiration l'exemple de courage que Monsieur Graham donna à toute la colonne, au point culminant de l'attaque. »
Il vaut la peine de noter que ce fut à Toulon que Graham fit la connaissance de son ami pour la vie, Rowland Hill, alors capitaine, qui devint plus tard Vicomte Hill et commandant en chef de l'armée britannique.

### Campagne de 1796
À son retour en Écosse, Graham leva le premier bataillon du 90e régiment (les "pantalons gris" de Balgowan, comme on les appela), dont il fut nommé lieutenant-colonel en 1794, et il en nomma Rowland Hill commandant.
En 1795 il était en garnison à Gibraltar, mais bientôt il se fatigua de la vie sans histoire de garnison et il obtint la permission de rejoindre l'armée autrichienne sur le Rhin comme chargé de mission britannique. Dans ces fonctions il participa à la campagne désastreuse de 1796 et plus tard il aida Wurmser dans la défense de Mantoue, quand elle fut investie par les Français du général Bonaparte. La garnison était réduite à la dernière extrémité par manque de provisions et le Colonel Graham entreprit la périlleuse tâche d'apporter au général impérialiste Alvinzi, à Bassano, à 80 km de là, un rapport sur leur situation désespérée.
Le 24 décembre 1795, il quitta la forteresse, portant un manteau de paysan par-dessus son uniforme, sous la pluie et la neige fondue, il traversa le Mincio dans une barque qui s'échoua plusieurs fois dans l'obscurité. Il poursuivit son chemin à pied pendant la nuit, pataugeant dans des marais profonds et traversant de nombreux cours d'eau et le Pô, constamment en danger de perdre son chemin ou d'être abattu par les sentinelles françaises, et à l'aube il se cachait jusqu'au retour de la nuit, et reprenait son voyage. Après avoir surmonté de nombreuses difficultés et périls, il finit par atteindre sans encombre, le 4 janvier 1796, le quartier général autrichien. Mais le 14 janvier les Autrichiens subirent une défaite et Mantoue, peu après, fut forcée de capituler.

### 1797-1806
Le colonel Graham retourna alors en Écosse, mais à l'automne de 1797, il rejoignit son régiment à Gibraltar. L'année suivante il prit part sous les ordres de Sir Charles Stuart, à la réduction de Minorque, où il se distingua brillamment.
Il partit alors pour la Sicile et obtint les plus chaleureux témoignages de reconnaissance de la part du Roi et de la Reine consort de Naples pour les services effectifs qu'il leur rendit.
En 1798, il fut chargé des opérations contre l'ile de Malte, qui était à cette époque occupée par les Français. Avec le grade provisoire de Brigadier-Général, il avait sous ses ordres les 30e et 89e régiments et quelques corps regroupés sous sa direction immédiate.
Compte tenu de la puissance des défenses de la place, il fut obligé de recourir au blocus, et après avoir été assiégée pendant près de deux ans, la garnison fut poussée par la famine à se rendre en septembre 1800 et depuis l'ile est définitivement restée partie de l'Empire Britannique. Les services du colonel Graham  furent médiocrement reconnus par le Gouvernement de cette époque, qui réservait son patronage et les honneurs aux officiers qui appartenaient au parti gouvernemental.
À l'été de 1801, il se rendit en Égypte où son régiment (le 90e) s'était grandement distingué sous les ordres de Ralph Abercromby, mais il n'arriva pas avant que la campagne ne fut terminée par la capitulation de l'armée française. Il profita de cette opportunité pour faire un tour dans ce pays et en Turquie. Il passa quelque temps à Constantinople, d'où il voyagea à cheval jusqu’à Vienne- un voyage qu'il avait l'habitude dans ses dernières années de qualifier de l'une des plus agréables chevauchées qu'il ait jamais faites.

### 1807
Après avoir consacré quelque temps à ses devoirs de parlementaire, tout en s'occupant de l'amélioration de ses domaines, le colonel Graham fut stationné en Irlande puis envoyé aux Indes occidentales, où il resta trois ans. Quand le « Ministère de tous les Talents » fut dissous en 1807, à cause de la faveur qu'il avait montrée envers la revendication des catholiques romains pour des droits égaux, le Colonel Graham soutint cette politique et dénonça l'hypocrisie du cri de ralliement "Pas de Pape" lancé par Spencer Perceval. Mais son approbation des mesures prises par le ministère Whig et de l'émancipation des catholiques romains ne fut pas accueillie avec faveur par les électeurs du Perthshire - un petit groupe à cette époque - et à la dissolution du Parlement en mai 1807, le colonel Graham déclina l'honneur de se représenter et Lord James Murray fut réinvesti sans opposition dans son siège.

### 1808
En 1808, le colonel Graham accompagna en qualité d'aide de camp Sir John Moore en Suède, puis en Espagne. Il servit avec Moore tout au long de la campagne, qui se termina par une difficile et éprouvante retraite vers La Corogne, au cours de laquelle les services de Graham furent particulièrement précieux pour la troupe épuisée. Comme Sheridan le dit à la Chambre des Communes, 
« à l'heure du péril, Graham fut leur meilleur conseiller, à l'heure du désastre, Graham fut leur meilleure consolation. »
Quand John Moore reçut sa blessure mortelle à la bataille de La Corogne, le colonel Graham était à sa droite et tenait de sa main gauche la crinière du cheval de Sir John. Il piqua immédiatement des deux pour chercher une assistance médicale. Avant qu'il ne retourne, le général mourant s'enquit de lui et demanda : 
« Est-ce que le colonel Graham et mes aides de camp sont saufs ? » - ce qui fut l'une de ses dernières questions. Le Corps de Moore fut porté dans les quartiers du colonel Graham et Graham fut parmi le petit nombre de ceux qui assistèrent à l'enterrement de Moore sur le rempart de la citadelle de La Corogne.

### 1809-1811
Après son retour en Angleterre il fut promu au rang de major-général et fut nommé, pendant l'été 1809, à la tête d'une division sous les ordres de John Pitt, dans la fatale expédition de Walcheren. Un accès de fièvre de malaria, cependant, l'obligea à rentrer chez lui.
Quand il fut rétabli, il fut élevé au rang de Lieutenant-Général et envoyé en Espagne, pour prendre le commandement des troupes britanniques et portugaises  dans Cadix, qui était à cette époque assiégée par les Français. Le gouvernement britannique attachait une grande importance  à la possession de Cadix, car c'était le dernier bastion de la Grande-Bretagne en Espagne. Mais, comme  William Napier le fit remarquer: 
« Alors qu'argent, troupes et flotte de guerre - en résumé tout ce qui est nécessaire pour rendre Cadix formidable - étaient collectés, et cela pour peu de résultats, car la jalousie, les remises continuelles au lendemain, l'ostentation, et un millier d'absurdités, étaient les inévitables compagnons des armées et du gouvernement espagnols. »
Le général Graham résolut de faire un effort pour lever le siège en attaquant l'arrière de l'armée assiégeante, et en février 1811, il s'embarqua à Cadix avec une force de plus de 4 000 hommes, accompagnée de 7 000 soldats espagnols, sous les ordres du général La Peña, à qui, pour réunir l'unanimité, le commandement en chef fut concédé. Les troupes alliées se rassemblèrent à Tarifa, dans le détroit de Gibraltar et, remontant vers le nord, arrivèrent au matin du 5 mars sur les hauteurs de Barrosa, qui se situaient au sud de Cadix et des lignes de l'armée assiégeante.
Sur instruction du général espagnol, les forces de Graham descendirent de la position de Barrosa vers celle de la tour de Bermeja, à peu près à mi-chemin du fleuve Sancti Petri (es) afin de protéger la traversée du fleuve. Alors qu'il marchait à travers les bois vers Barmeja, Graham fut informé que l'ennemi était en train d'avancer en force vers les hauteurs de Barrosa. Comme cette position était la clé du passage de Santi Petri, Graham ordonna immédiatement une contre-marche, afin de soutenir les troupes laissées là-bas pour la défense de Barrosa, mais avant que les forces britanniques purent sortir des bois, il vit, à sa grande stupeur, les troupes espagnoles de La Peña abandonner la colline de Barrosa, que l'aile gauche des Français était en train d'escalader rapidement.
Au même moment, l'aile droite française se montra dans la plaine à l'orée du bois, à portée de canon. :« Une retraite en face d'un tel ennemi, déjà en mesure d'atteindre la voie de communication de la plage, aurait impliqué de mettre toute l'armée alliée en danger d'être attaquée pendant l'inévitable confusion des différents corps arrivant en même temps sur la langue étroite de Barmeja. » Le général Graham se décida pour une attaque immédiate.
Au centre, une puissante batterie de 10 canons, sous les ordres du major Duncan, ouvrit un feu meurtrier sur la division du général Laval, qui, malgré cela, continua à avancer en  masses imposantes, mais fut complètement défaite par une charge de la gauche britannique, l'aigle  du 8e régiment d'infanterie légère et un mortier furent capturés par les Britanniques. Une réserve française, formée au-delà de l'étroite vallée, à travers laquelle les Français étaient poursuivis de près, subit ensuite le même sort. Pendant ce temps, l'aile droite n'avait pas moins de succès. La division du général Ruffin, sûre de son succès, rencontra l'aile droite britannique sur le versant de la colline et après un combat sanglant, fut refoulée en désordre de la colline, laissant deux canons dans les mains des vainqueurs.
Dans sa dépêche au comte de Liverpool le général Graham écrit 
« Aucun mot de ma part ne pourrait faire justice à la conduite des troupes tout au long de l'engagement. Rien de moins que les incomparables efforts de chaque officier, la bravoure invincible des soldats, et leur dévotion inébranlable à l'honneur des armes de Sa Majesté, n'aurait pu accomplir un succès aussi brillant contre un ennemi aussi formidable. »
« La méprisable faiblesse de La Peña – dit William Napier – fournit un contraste surprenant avec la vigueur héroïque de Graham, dont l'attaque fut le résultat d'un inspiration plutôt que d'une réflexion – si sûre, si soudaine fut la  décision, si rapide et si efficace fut l'exécution. »
Les Français perdirent environ 3 000 hommes dans cette action, six canons et l'aigle d'un régiment furent capturés, ainsi que presque 500 prisonniers, parmi lesquels les généraux Ruffin et Rousseau. Les pertes du côté des vainqueurs était de deux cents tués, et plus de neuf cents furent blessés. Sans l'apathie du général espagnol, la victoire aurait pu avoir l'effet de lever le siège de Cadix.  « Si le corps entier de cavalerie espagnole – écrivit Graham – avec l'artillerie montée, avait été envoyée rapidement par la plage pour se reformer dans la plaine et envelopper la gauche de l'ennemi, si la plus grande partie de l'infanterie avait marché à travers le bois de pins à l'arrière des forces britanniques, l'ennemi aurait été contraint de se retirer instantanément ou bien se serait exposé à la destruction complète, sa cavalerie dans un grand embarras, son artillerie perdue, ses colonnes mélangées dans un désordre complet et une dispersion générale aurait été l'inévitable conséquence d'une poursuite serrée. Mais l'occasion a été perdue. »
Lord Wellington, dans une lettre au général Graham, dit : « Je vous félicite, vous et les troupes sous vos ordres, pour l'insigne victoire que vous avez arrachée au dernier moment. Je ne doute pas que ce succès aurait pu permettre de lever le siège de Cadix, si les troupes espagnoles avaient fait un effort pour vous aider, et je suis également certain, à la lecture de votre description du terrain, que si vous n'aviez pas décidé avec la plus grande promptitude d'attaquer l'ennemi et si cette attaque n'avait pas été aussi vigoureuse, que l'armée alliée tout entière aurait été perdue. »
Le général espagnol, afin de prévenir les critiques, fit circuler des rapports moins dommageables à sa réputation sur son  rôle dans la bataille, que le général Graham réfuta en publiant en espagnol aussi bien qu'en anglais sa lettre au premier ministre, Lord Liverpool. Lord Wellington mentionne que Manuel la Peña allait être conduit devant une cour martiale, mais on ne sait rien de ce qui en résultat. Les Cortes votèrent pour le général Graham le titre de Grand de la première classe, cependant il en déclina l'honneur. Pour sa brillante victoire à Barrossa il reçut les remerciements du Parlement et sa place comme membre de la Chambre des Communes.

### 1812
Graham, peu après rejoignit l'armée de Wellington et fut nommé second dans la hiérarchie, juste en dessous de Wellington. En janvier 1812, il prit part au siège et à la prise de Cuidad Rodrigo et Wellington déclara qu'il lui devait beaucoup pour le succès de l'entreprise. Trois mois plus tard, lui et son ami le général Hill recevaient l'Ordre du Bain. Une maladie des yeux dont il avait souffert depuis quelque temps rendit nécessaire à ce moment-là le retour chez lui.
Wellington lui écrivit:"Je ne peux éviter d'être au plus au point concerné par le fait qu'il est devenu urgent de soigner cette maladie à ce moment, et que je sois maintenant privé de votre précieuse assistance."
Aux élections générales d'octobre 1812, Sir Thomas Graham se présenta pour le comté de Perth contre sir Drummond (plus tard Lord Strahallan), mais malgré le fait qu'il était soutenu par de nombreux Tories, il perdit les élections pour une différence de sept votes.

### 1813 - 1814
Sa visite en Écosse eut pour effet de restaurer sa vue et en mai 1813, il rejoignit l'armée à Frinada, à la frontière du Portugal, apportant avec lui les insignes de l'Ordre de la Jarretière pour Lord Wellington. Le 22 mai les forces britanniques firent mouvement sur Vitoria avec trois divisions. L'aile gauche, qui était commandée par Sir Thomas Graham devait traverser trois larges fleuves - le Douro, l'Esla et l'Èbre - et devait forcer des positions très fortes au cours du passage des montagnes, mettant continuellement la pression sur l'aile droite de l'armée française en retraite. Le général Graham prit une part importante dans la bataille de Vitoria (21 juin), quand les Français furent battus "devant la ville, dans la ville, autour de la ville et poussés hors de la ville". Et en enlevant les villages de Gamarra et Abecherco à la pointe de la baïonnette, il coupa la retraite de l'ennemi par la grand-route vers Bayonne et le contraignit à se retourner vers celle qui mène à Pampelune.
C'est peu après qu'il reçut pour mission de diriger le siège contre la puissante forteresse de San Sebastian, qui fut défendue avec beaucoup de bravoure et de talent par le général Rey. Le premier assaut, qui eut lieu le 25 juillet, fut repoussé avec de lourdes pertes et en conséquence il fallut lever le siège pour un temps. Il fut repris cependant après la défaite de Soult à la bataille des Pyrénées et un second essai pour enlever la forteresse d'assaut fut fait le 31 août. On découvrit que la brèche présentait des obstacles à peu près insurmontables et la force d'assaut s'efforça en vain de réaliser une percée. Dans cette phase quasi désespérée de l'attaque, le général Graham donna l'ordre d'ouvrir un puissant tir d'artillerie contre le mur d'enceinte, qui passait seulement à quelques pieds au-dessus des têtes des troupes britanniques engagées dans la brèche. Cette nouvelle méthode fut un succès complet. Profitant d'une explosion sur le rempart provoquée par le tir des canons et qui créa la confusion chez l'ennemi, les assaillants prirent pied sur le mur, et après un combat sanglant qui dura deux heures, forcèrent leur passage dans la ville. Le 9 septembre, le brave gouverneur Rey livra la citadelle, et la garnison, réduite au tiers de ses effectifs, quitta la place avec les honneurs de la guerre. La réduction de cette place militaire importante coûta aux Britanniques trois mille huit cents tués et blessés.
Au passage de la Bidassoa, qui marque la frontière entre l'Espagne et la France, le général Graham commandait l'aile gauche de l'armée britannique, et après un âpre combat, réussit à établir ses troupes victorieuses sur le territoire français. Mais le retour de ses problèmes de vue et son état de santé général, l'obligèrent à rendre son commandement et rentrer chez lui. En retour de ses éminents services, il reçut alors les remerciements du Parlement et les titres de libre citoyen de Londres et d’Édimbourg. Sa santé était à ce point restaurée, que début 1814 il fut capable de prendre le commandement des forces britanniques en Hollande et dirigea une tentative infructueuse, le 8 mars, pour enlever la forteresse de Bergen-op-Zoom par une attaque de nuit.
Le 3 mai 1814, il fut élevé au rang de pair du Royaume avec le titre de Baron Lynedoch of Balgowan, mais fidèle à son caractère désintéressé, il déclina l'octroi d'une pension de 2 000 livres sterling par an, pour lui-même et ses héritiers, qui fut votée comme à l'usage pour accompagner le titre. D'autres honneurs, aussi bien britanniques qu'étrangers, s'accumulèrent sur lui. Il fut fait Grand-Croix  de l'ordre de saint Michel et saint Georges, Chevalier de l'ordre espagnol de saint Ferdinand et de l'ordre portugais de La Tour et l'Épée. Il fut élevé au rang de Général d'armée en 1821. Il fut élu recteur de l'université de Glasgow en 1813 et en 1829 nommé gouverneur de Dumbarton Castle.

## Vieux jours
Il fut remarquable pour la vigueur qu'il conserva dans ses dernières années. Il voyageait fréquemment, visitant l'Italie, l'Allemagne, la France, la Suède et la Russie. En 1841, âgé de 94 ans, il voyagea à travers la France jusqu’à Gênes et Rome. Ses chevaux de selle furent envoyés à Rome et il chevauchait fréquemment dans la Campanie. Il mourut à son domicile de Londres, dans Stratton Street le 18 décembre 1843, à l'âge de 95 ans, après une très courte maladie. Le matin même de sa mort, il se leva et s'habilla lui-même.
Selon Yves Martin, Graham se révèle sur le terrain « comme un des subordonnés les plus tenaces et efficaces de Wellington ». Taylor décrit Graham comme  "grand, carré d'épaules, se tenant bien droit, ses membres musclés et remarquablement forts. Son teint était foncé, avec des sourcils fournis, une bouche ferme et un air ouvert et aimable. Ses manières étaient franches, simples et polies."